# Tiento

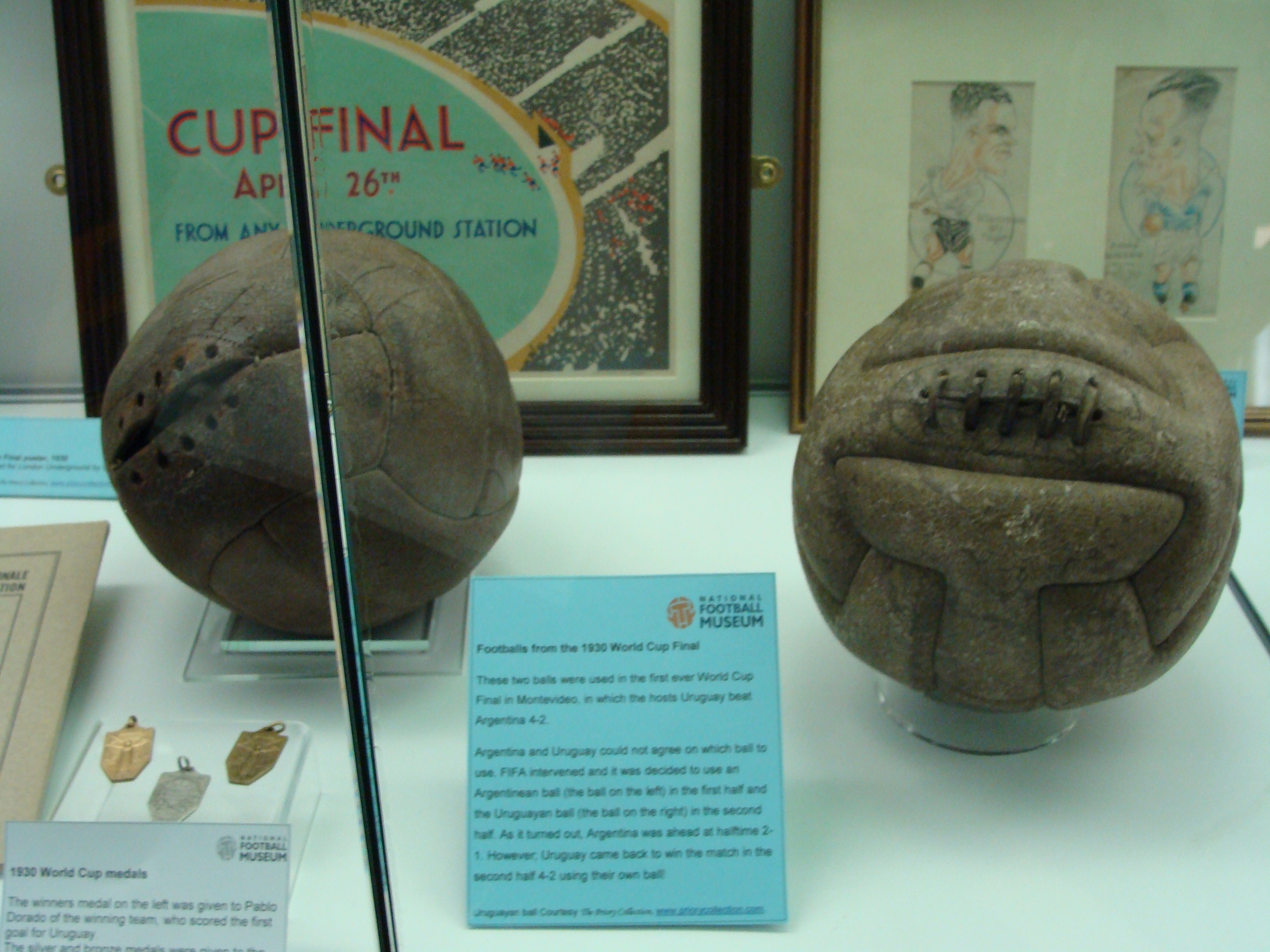

Tiento foi uma das bolas de futebol produzida para uso na Copa do Mundo FIFA de 1930 realizada no Uruguai, o outro modelo foi a Modelo T.
A bola usada na copa de 1930 era composta por uma montagem de 12 peças. Antes da final entre Argentina e Uruguai, houve divergências quanto à bola a ser utilizada, uma vez nenhuma seleção abria mão de utilizar sua própria bola: o modelo argentino (Tiento) era ligeiramente menor e mais leve que o uruguaio (Modelo-T). A bola dos anfitriões, o Uruguai, supostamente era um pouco maior que a da Argentina, mas, dado que a circunferência da bola sempre foi entre 68 e 70 cm, a diferença dificilmente era perceptível. No final, a única forma para resolver o impasse foi que os times concordassem em usar cada bola em um dos tempos do jogo. Assim, através de sorteio, decidiu-se utilizar um modelo em cada tempo. O primeiro tempo foi jogado com a bola da Argentina, que venceu por 2 a 1. No segundo tempo, o Uruguai venceu por 3 a 0, jogando com sua bola, terminando com o placar de 4 a 2 para o Uruguai, o campeão da Copa do Mundo de 1930.